# Liên Nguyên
Liên Nguyên (chữ Hán giản thể: 涟源市) là một thành phố cấp huyện thuộc địa cấp thị Lâu Để tỉnh Hồ Nam, Cộng hòa Nhân dân Trung Hoa. Thành phố này có diện tích 1895 ki-lô-mét vuông, dân số năm 2002 khoảng 1,08 triệu người. Mã số bưu chính là 417100, mã vùng điện thoại là 0738. Thành phố Liên Nguyên được thành lập năm 1987. Liên Nguyên nằm ở chân núi đông nam núi Vân Phong. Địa hình thành phố chủ yếu đồi núi. Nhiệt độ bình quân năm 16℃, lượng giáng thủy mỗi năm 1328 mm.